# Fernand Gautret
Jean Edme Fernand Gautret (1862 - 1912) là một quan chức thuộc địa của chính quyền thực dân Pháp ở Đông Dương.
Ông sinh ra trong một gia đình quan chức Pháp có địa vị tại Saint-Genis-de-Saintonge (Charente-Maritime). Ông được gia đình cho đi học ở Pons, Charente-Maritime và tốt nghiệp tại trường sư phạm ở Vendée, làm giáo viên trung học ở La Roche-sur-Yon (Vendée).
Gautret dấn thân vào chính trị từ năm 1896, khi ông ta được bầu làm thị trưởng thành phố Les Sables-d'Olonne của tỉnh Vendée, làm cố vấn chính trị cho chính quyền của thành phố này.
Năm 1898, ông được bầu làm nghị sĩ của Đảng Cộng hòa, theo phe đảng chống Dreyfus; xuất sắc đánh bại đối thủ George Batiot để rồi làm chủ tịch của Đảng Cộng hòa. Năm 1901, Gautret đề xuất với Quốc hôi Pháp một đạo luật cho phép các phụ nữ góa bụa, độc thân hoặc ly dị chồng đều có quyền bầu cử.
Năm 1902, Gautret được Tổng thống Pháp Émile Loubet cử làm quan chức ở các thuộc địa của Pháp tại Đông Dương. Gautret từng nhận nhiều chức vụ khác nhau: Đốc lý Hải Phòng (1903), Đốc lý Hà Nội (1904), Tổng công sứ Quảng Châu Loan (1906).
Năm 1908, ông rời Đông Dương sang Guadeloupe (1908 - 1910). Năm 1910, ông về nước và chết tại Paris vào tháng 8/1912.